# Hemicypris sulphurea
Hemicypris sulphurea är en kräftdjursart som först beskrevs av Blake 1931.  Hemicypris sulphurea ingår i släktet Hemicypris och familjen Cyprididae. Inga underarter finns listade i Catalogue of Life.